# Elecciones a la Asamblea de Madrid de 2015
Las elecciones a la Asamblea de Madrid de 2015, que precedieron al inicio de la x legislatura, se celebraron el 24 de mayo de dicho año en el marco de las elecciones autonómicas, para elegir a sus 129 diputados. Como resultado de la votación la candidatura del Partido Popular (PP) obtuvo 48 escaños, la del Partido Socialista Obrero Español (PSOE) 37, la de Podemos 27 y la de Ciudadanos-Partido de la Ciudadanía (Cs) 17.

## Candidaturas
Un total de 19 candidaturas concurrieron a las elecciones autonómicas. Fueron publicadas a través del Boletín Oficial de la Comunidad de Madrid (BOCM), el 28 de abril de 2015. De las 24 candidaturas presentadas inicialmente, cinco no fueron proclamadas: A por ellos, Ganemos, Escaños en Blanco, Partido Derechos Ciudadanos-Coalición Verde y Partido Azul de la Derecha Progresista, por no completar el número mínimo de candidatos en sus listas, 129, que exige la Asamblea de Madrid.

## Resultados
Los resultados completos se detallan a continuación:
| Candidatura                                              | Candidatura                                              | Votos     | %                      | Escaños                |
| -------------------------------------------------------- | -------------------------------------------------------- | --------- | ---------------------- | ---------------------- |
|                                                          | Partido Popular (PP)                                     | 1 050 256 | 33,08                  | 48                     |
|                                                          | Partido Socialista Obrero Español (PSOE)                 | 807 385   | 25,43                  | 37                     |
|                                                          | Podemos (Podemos)                                        | 591 697   | 18,64                  | 27                     |
|                                                          | Ciudadanos-Partido de la Ciudadanía (Cs)                 | 385 836   | 12,15                  | 17                     |
| Izquierda Unida Comunidad de Madrid-Los Verdes (IUCM-LV) | Izquierda Unida Comunidad de Madrid-Los Verdes (IUCM-LV) | 132 207   | 4,16                   | 0                      |
| Unión Progreso y Democracia (UPyD)                       | Unión Progreso y Democracia (UPyD)                       | 64 643    | 2,04                   | 0                      |
| Vox (Vox)                                                | Vox (Vox)                                                | 37 491    | 1,18                   | 0                      |
| Partido Animalista Contra el Maltrato Animal (PACMA)     | Partido Animalista Contra el Maltrato Animal (PACMA)     | 32 228    | 1,02                   | 0                      |
| España 2000 (E2000)                                      | España 2000 (E2000)                                      | 6037      | 0,19                   | 0                      |
| Falange Española de las JONS (FE de las JONS)            | Falange Española de las JONS (FE de las JONS)            | 5550      | 0,17                   | 0                      |
| Unión por Leganés (ULEG)                                 | Unión por Leganés (ULEG)                                 | 5442      | 0,17                   | 0                      |
| Agrupación de Electores Recortes Cero (Recortes Cero)    | Agrupación de Electores Recortes Cero (Recortes Cero)    | 4138      | 0,13                   | 0                      |
| Partido Humanista (PH)                                   | Partido Humanista (PH)                                   | 3460      | 0,11                   | 0                      |
| Partido Comunista de los Pueblos de España (PCPE)        | Partido Comunista de los Pueblos de España (PCPE)        | 3196      | 0,10                   | 0                      |
| La Coalición Nacional (LCN)                              | La Coalición Nacional (LCN)                              | 2747      | 0,09                   | 0                      |
| Alternativa Española (AES)                               | Alternativa Española (AES)                               | 2552      | 0,08                   | 0                      |
| Partido Libertario (P-Lib)                               | Partido Libertario (P-Lib)                               | 1860      | 0,06                   | 0                      |
| Partido Castellano-Tierra Comunera                       | Partido Castellano-Tierra Comunera                       | 1755      | 0,06                   | 0                      |
| Solidaridad y Autogestión Internacionalista (SAIn)       | Solidaridad y Autogestión Internacionalista (SAIn)       | 1378      | 0,04                   | 0                      |
| Votos en blanco                                          | Votos en blanco                                          | 34 856    | 1,10                   | n/a                    |
| Votos válidos                                            | Votos válidos                                            | 3 174 714 | 100,00                 | 129                    |
| Votos nulos                                              | Votos nulos                                              | 31 217    | Participación: 65,69 % | Participación: 65,69 % |
| Votantes                                                 | Votantes                                                 | 3 205 931 | Participación: 65,69 % | Participación: 65,69 % |
| Electores                                                | Electores                                                | 4 880 495 | Participación: 65,69 % | Participación: 65,69 % |

## Jornada electoral
Participación
A lo largo de la jornada se dieron a conocer los datos de participación en las elecciones en dos ocasiones, así como la participación final.
| Hora  | Participación (%) | ± elecciones de 2011 (%) |
| ----- | ----------------- | ------------------------ |
| 14:00 | 24,81             | +0,24                    |
| 18:00 | 59,52             | -5,95                    |
| 20:00 | 65,69             | -0,17                    |

Sondeos publicados el día de las elecciones
El día de las elecciones, tras el cierre de las urnas, a las 20:00 horas, Antena 3 difundió un promedio de sondeos de GAD3 con los resultados en escaños de las encuestas que había venido realizando durante las dos últimas semanas. 
| Instituto | Medio de publicación | Fecha      | Hora  |       |       |       |       |     |
| --------- | -------------------- | ---------- | ----- | ----- | ----- | ----- | ----- | --- |
| GAD3      | Antena3              | 24/05/2015 | 20:00 | 45-47 | 29-32 | 25-26 | 19-20 | 7-8 |

## Diputados electos
| N.º | Nombre                                   | Lista | Lista   |
| --- | ---------------------------------------- | ----- | ------- |
| 1   | Cristina Cifuentes Cuencas               |       | PP      |
| 2   | Ángel Gabilondo Pujol                    |       | PSOE    |
| 3   | José Manuel López Rodrigo                |       | Podemos |
| 4   | Ángel Garrido García                     |       | PP      |
| 5   | Carmen Martínez Ten                      |       | PSOE    |
| 6   | Ignacio Jesús Aguado Crespo              |       | Cs      |
| 7   | Jaime González Taboada                   |       | PP      |
| 8   | Lorena Ruiz-Huerta García de Viedma      |       | Podemos |
| 9   | Pedro González Zerolo                    |       | PSOE    |
| 10  | María Paloma Adrados Gautier             |       | PP      |
| 11  | Carlos Izquierdo Torres                  |       | PP      |
| 12  | Mercedes Gallizo Llamas                  |       | PSOE    |
| 13  | Ramón Espinar Merino                     |       | Podemos |
| 14  | César Zafra Hernández                    |       | Cs      |
| 15  | María Gádor Ongil Cores                  |       | PP      |
| 16  | José Manuel Freire Campo                 |       | PSOE    |
| 17  | Álvaro César Ballarín Valcárcel          |       | PP      |
| 18  | Beatriz Gimeno Reinoso                   |       | Podemos |
| 19  | María Carmen López Ruiz                  |       | PSOE    |
| 20  | Ana Isabel Mariño Ortega                 |       | PP      |
| 21  | Eva María Borox Montoro                  |       | Cs      |
| 22  | David Pérez García                       |       | PP      |
| 23  | Pablo Padilla Estrada                    |       | Podemos |
| 24  | José Manuel Franco Pardo                 |       | PSOE    |
| 25  | Juan Soler-Espiauba Gallo                |       | PP      |
| 26  | María Pilar Llop Cuenca                  |       | PSOE    |
| 27  | Cecilia Salazar-Alonso Revuelta          |       | Podemos |
| 28  | Tomás Marcos Arias                       |       | Cs      |
| 29  | Bartolomé González Jiménez               |       | PP      |
| 30  | Juan José Moreno Navarro                 |       | PSOE    |
| 31  | Francisco de Borja Sarasola Jáudenes     |       | PP      |
| 32  | Jacinto Morano González                  |       | Podemos |
| 33  | Rosalía Gonzalo López                    |       | PP      |
| 34  | Mónica Silvana González González         |       | PSOE    |
| 35  | Marta Marbán de Frutos                   |       | Cs      |
| 36  | José Ignacio Echeverría Echaniz          |       | PP      |
| 37  | Carmen San José Pérez                    |       | Podemos |
| 38  | José Carmelo Cepeda García de León       |       | PSOE    |
| 39  | Elena González-Moñux Vázquez             |       | PP      |
| 40  | Pilar Sánchez Acera                      |       | PSOE    |
| 41  | Emilio Delgado Orgaz                     |       | Podemos |
| 42  | Jesús Fermosel Díaz                      |       | PP      |
| 43  | Daniel Álvarez Cabo                      |       | Cs      |
| 44  | Daniel Vicente Viondi                    |       | PSOE    |
| 45  | Enrique Matías Ossorio Crespo            |       | PP      |
| 46  | María Espinosa de la Llave               |       | Podemos |
| 47  | Juan Van-Halen Acedo                     |       | PP      |
| 48  | María Encarnación Moya Nieto             |       | PSOE    |
| 49  | María Eugenia Carballedo Berlanga        |       | PP      |
| 50  | Esther Ruiz Fernández                    |       | Cs      |
| 51  | Modesto Nolla Estrada                    |       | PSOE    |
| 52  | Eduardo Gutiérrez Benito                 |       | Podemos |
| 53  | Eva Tormo Mairena                        |       | PP      |
| 54  | Josefa Navarro Lanchas                   |       | PSOE    |
| 55  | Juan Antonio Gómez-Angulo Rodríguez      |       | PP      |
| 56  | Jazmín Beirak Ulanosky                   |       | Podemos |
| 57  | Juan Trinidad Martos                     |       | Cs      |
| 58  | Isabel Gema González González            |       | PP      |
| 59  | José Quintana Viar                       |       | PSOE    |
| 60  | Isabel Natividad Díaz Ayuso              |       | PP      |
| 61  | Raúl Camargo Fernández                   |       | Podemos |
| 62  | Ana García D'Atri                        |       | PSOE    |
| 63  | Luis Peral Guerra                        |       | PP      |
| 64  | Alberto Reyero Zubiri                    |       | Cs      |
| 65  | Juan Segovia Noriega                     |       | PSOE    |
| 66  | Raquel Huerta Bravo                      |       | Podemos |
| 67  | José Enrique Núñez Guijarro              |       | PP      |
| 68  | Pedro Manuel Rollán Ojeda                |       | PP      |
| 69  | María Reyes Maroto Illera                |       | PSOE    |
| 70  | Alejandro Sánchez Pérez                  |       | Podemos |
| 71  | Ignacio García de Vinuesa Gardoqui       |       | PP      |
| 72  | María Teresa de la Iglesia Vicente       |       | Cs      |
| 73  | Rafael Gómez Montoya                     |       | PSOE    |
| 74  | Manuel Francisco Quintanar Díez          |       | PP      |
| 75  | Isabel Serra Sánchez                     |       | Podemos |
| 76  | Carla Delgado Gómez                      |       | PSOE    |
| 77  | Ana Isabel Pérez Baos                    |       | PP      |
| 78  | Enrique Rico García Hierro               |       | PSOE    |
| 79  | Pedro Núñez Morgades García de Leaniz    |       | Cs      |
| 80  | María Inés Berrio Fernández-Caballero    |       | PP      |
| 81  | Isidro López Hernández                   |       | Podemos |
| 82  | Álvaro Moraga Valiente                   |       | PP      |
| 83  | Mónica Carazo Gómez                      |       | PSOE    |
| 84  | Clara Serra Sánchez                      |       | Podemos |
| 85  | Diego Lozano Pérez                       |       | PP      |
| 86  | Enrique Veloso Lozano                    |       | Cs      |
| 87  | Juan Lobato Gandarias                    |       | PSOE    |
| 88  | María Pilar Liébana Montijano            |       | PP      |
| 89  | Miguel Ardanuy Pizarro                   |       | Podemos |
| 90  | María Isaura Leal Fernández              |       | PSOE    |
| 91  | María Isabel Redondo Alcaide             |       | PP      |
| 92  | José María Arribas del Barrio            |       | PP      |
| 93  | Diego Cruz Torrijos                      |       | PSOE    |
| 94  | María Dolores González Pastor            |       | Cs      |
| 95  | Olga Abasolo Pozas                       |       | Podemos |
| 96  | Alfonso Carlos Serrano Sánchez-Capuchino |       | PP      |
| 97  | María Isabel Andaluz Andaluz             |       | PSOE    |
| 98  | Ana Camins Martínez                      |       | PP      |
| 99  | Hugo Martínez Abarca                     |       | Podemos |
| 100 | Pedro Pablo García Rojo Garrido          |       | PSOE    |
| 101 | Luis del Olmo Flórez                     |       | PP      |
| 102 | Francisco Lara Casanova                  |       | Cs      |
| 103 | María Josefa Aguado del Olmo             |       | PP      |
| 104 | Josefa Pardo Ortiz                       |       | PSOE    |
| 105 | Elena Sevillano de las Heras             |       | Podemos |
| 106 | José Manuel Berzal Andrade               |       | PP      |
| 107 | Agustín Vinagre Alcázar                  |       | PSOE    |
| 108 | Miguel Ongil López                       |       | Podemos |
| 109 | Susana Solís Pérez                       |       | Cs      |
| 110 | Miguel Ángel Ruiz López                  |       | PP      |
| 111 | María Carmen Mena Romero                 |       | PSOE    |
| 112 | Daniel Ortiz Espejo                      |       | PP      |
| 113 | Laura Díaz Román                         |       | Podemos |
| 114 | José Ángel Gómez Chamorro Torres         |       | PSOE    |
| 115 | Jacobo Ramón Beltrán Pedreira            |       | PP      |
| 116 | Jesús Ricardo Megías Morales             |       | Cs      |
| 117 | Sonsoles Trinidad Aboín Aboín            |       | PP      |
| 118 | Eva María Manguan Valderrama             |       | PSOE    |
| 119 | Marco Candela Pokoma                     |       | Podemos |
| 120 | María Cristina Álvarez Sánchez           |       | PP      |
| 121 | Nicolás Rodríguez García                 |       | PSOE    |
| 122 | Antonio Pablo González Terol             |       | PP      |
| 123 | Mónica García Gómez                      |       | Podemos |
| 124 | Juan Ramón Rubio Ruiz                    |       | Cs      |
| 125 | María Lucía Inmaculada Casares Díaz      |       | PSOE    |
| 126 | José Tortosa de la Iglesia               |       | PP      |
| 127 | Eduardo Fernández Rubiño                 |       | Podemos |
| 128 | José Cabrera Orellana                    |       | PP      |
| 129 | Pedro Santín Fernández                   |       | PSOE    |

## Acontecimientos posteriores
La nueva legislatura se constituyó el 9 de junio de 2015. Cristina Cifuentes, la cabeza de lista del PP, fue investida el 24 de junio presidenta de la Comunidad de Madrid con los votos de los diputados de PP y Cs; tomó posesión del cargo el 25 de junio de 2015.
| Candidato               | Fecha                                                    | Voto       |    |    |    |    | Total  |
| ----------------------- | -------------------------------------------------------- | ---------- | -- | -- | -- | -- | ------ |
| Cristina Cifuentes (PP) | 24 de junio de 2015 Mayoría requerida: Absoluta (65/129) | Sí         | 48 |    |    | 17 | 65/129 |
| Cristina Cifuentes (PP) | 24 de junio de 2015 Mayoría requerida: Absoluta (65/129) | No         |    | 37 | 27 |    | 64/129 |
| Cristina Cifuentes (PP) | 24 de junio de 2015 Mayoría requerida: Absoluta (65/129) | Abstención |    |    |    |    | 0/129  |
| Ángel Garrido (PP)      | 25 de abril de 2018 Mayoría requerida: Absoluta (65/129) | Sí         | 48 |    |    | 17 | 65/129 |
| Ángel Garrido (PP)      | 25 de abril de 2018 Mayoría requerida: Absoluta (65/129) | No         |    | 37 | 27 |    | 64/129 |
| Ángel Garrido (PP)      | 25 de abril de 2018 Mayoría requerida: Absoluta (65/129) | Abstención |    |    |    |    | 0/129  |